# Manop Udomdej
Manop Udomdej (en thaï : มานพ อุดมเดช), né en 1955 (il y a des doutes sur sa date réelle de naissance), est un scénariste et réalisateur thaïlandais.
C'est aussi un poète et un ethnologue.
Manop Udomdej fait partie des réalisateurs du renouveau du cinéma thaïlandais des années 1970-80 (avec Euthana Mukdasanit, Chatrichalerm Yukol, Permpol Choey-Aroon et d"autres encore).

## Biographie
Manop Udomdej est d'abord un étudiant militant. Puis il est professeur d'art plastique et ensuite speaker à la radio. Il est membre du Conseil Catholique de Thaïlande pour le Développement et a suivi des cours d’anthropologie à l’Université de Ramkhamhaeng. 
Il a publié des nouvelles et des poésies.
Après s'être intéressé pendant trois ans à la technique cinématographique, il saisit sa chance pour tourner son premier long métrage En marge de la société (1981), soutenu par le Conseil Catholique de Thaïlande pour le Développement (Catholic Council of Thailand for Development). En 2006, Gérard Fouquet pensait que ce film était perdu mais c'était une erreur puisqu'il était diffusé en 1981 au festival des 3 continents de Nantes et a été récemment diffusé au Festival international des cinémas d'Asie de Vesoul en 2016.
Il réalise en 1985 le premier court-métrage éducatif contre le SIDA. 
Il est célèbre pour ses films sociaux et ses films noirs qui abordent sans détours les problèmes de la Thaïlande.

## Filmographie
- 1981 : En marge de la société[10] (Sur la frange de la société[11],[12] / ประชาชนนอก / Prachachon nok / On the Fringe of Society) [13]
- 1985 : The Accusation (หย่าเพราะมีชู้)
- 1987 : ฉันรักผัวเขา
- 1988 : Once Is More Than Enough (ครั้งเดียวก็เกินพอ)
- 1991 : The Dumb Die Fast, the Smart Die Slow [14](กะโหลกบางตายช้า กะโหลกหนาตายก่อน / Les idiots meurent vite, les malins meurent lentement)
- 1992 : Just Understanding (court métrage)[15]
- 1999 : Beyond Forgiving (ดอกไม้ในทางปืน)[16],[17]
- 2003 : The Macabre Case of Prompiram (คืนบาป พรหมพิราม / Kuenbab Prom Pri Ram) [18],[19]
- 2004 : Lizard Woman (ตุ๊กแกผี)[20]
- 2006 : Constrictor (โบอา งูยักษ์ / Boa... Gnuu Yak !) (scénariste et producteur)[21]
- 2009 : The Vanquisher (Final Target) (สวย...ซามูไร)[22],[23]